# Chim Toucan Swainson
Chim Toucan Swainson hay còn gọi là Chim Toucan mỏ đục (Danh pháp khoa học: Ramphastos ambiguus swainsonii) là một phân loài của loài chim Toucan hàm đen (Ramphastos ambiguus). Tên khoa học tiếng Anh của chúng bắt nguồn từ nhà nghiên cứu chim kiêm nghệ sĩ người Anh là William Swainson. Đây là loài chim có hình dáng đẹp và được ưa chuộng để nuôi làm cảnh ở một số quốc gia.

## Phân loại
Chúng là một phân loài chim dạng sẻ tương cận với các giống có nguồn gốc từ vùng Trung Mỹ xuất phát từ phía đông Honduras tới miền bắc Colombia đến phía tây Ecuador, đặc biệt là tập trung ở Costa Rica. Phân loài này được thay thế từ bởi các phân loài chỉ định của Ramphastos ambiguus là Ramphastos ambiguus ambiguus từ miền nam Colombia đến phía đông của Peru. Các tổ chức SACC và NACC của AOU gần đây đã chỉ ra (năm 2010) là những con chim nên được phân loại là cùng loài. 

## Đặc điểm
Giống như những con chim Toucans khác, chim Toucan hàm nâu hạt dẻ có một vệt sáng trên đầu và có một cái mỏ trông lớn hơn. Những con trống có chiều dài 56 cm, trong khi những con mái nhỏ hơn thường dài 52 cm. Trọng lượng trung bình của chúng khoảng 599-746 gram (1,3-1,6 lbs). Cả hai giới đều giống nhau về hình dạng, chủ yếu là màu đen, lưng và ngực thấp hơn. Các mặt và ngực phía trên có màu vàng tươi sáng, với những đường hẹp trắng và rộng hơn màu đỏ tạo thành một đường biên thấp hơn. Phần phía trên đuôi là màu trắng và phần dưới bụng có màu đỏ. Chân chúng có màu xanh. Bộ lông cơ thể là tương tự như của loài Ramphastos sulfuratus nhưng nhỏ hơn, nhưng các mô hình này là khá khác nhau, được chia thành đường chéo màu vàng rực rỡ và màu nâu sẫm.
Chim non, chim ra ràng có muội đen, và có bộ lông màu nhạt, đặc biệt là đối với các cái mỏ, viền màu đỏ, và hàm dưới thấp hơn. Chúng được nuôi dưỡng bởi chim bố mẹ trong vài tuần sau khi rời tổ. Những tiếng kêu của Chim Toucan hàm nâu hạt dẻ mandibled là một giọng âm thanh nghe như: yo-yip, từng nhịp yip, yip một, nó nghe như giai điệu của bản Dios te dé, Dios te dé (tiếng Tây Ban Nha: "Thiên Chúa ban cho bạn..."). Tiếng kêu của nó để duy trì liên lạc cũng như thể hiện địa vị của mỗi con.

## Tập tính
Chúng sống là động vật xã hội, sống trong một tổ chức xã hội thành từng đàn nhỏ, thường bao gồm 3-12 cá thể chim, di chuyển qua khu rừng với một chuyến bay nhấp nhô, hiếm khi đi chuyến dài hơn 100 m tại một thời điểm. Loài này chủ yếu là một động vật sống trên cây ăn quả để kiếm ăn những trái quả cây, nhưng chúng cũng sẽ ăn côn trùng, thằn lằn, trứng, và ếch.
Các con chim Toucan hàm hạt dẻ là một kẻ lai tạo thường trú trong vùng đất thấp rừng ẩm ướt. Mỗi lứa chúng đẻ từ 2-4 quả trứng màu trắng được đặt trong một khoang cao trong một phần bị hư hỏng của một cây sống (hốc cây), hoặc đôi khi trong một tổ chim gõ kiến cũ trong một thân cây đã chết. Cả chim bố mẹ luân phiên ấp trứng trong vòng 14-15 ngày, và chim con ở lại làm tổ sau khi nở. Những con chim non là thường bị mù (chưa mở mắt) và trần truồng khi sinh, và có mỏ đơn ngắn và miếng đệm đặc biệt để bảo vệ chúng khỏi các sàn thô của tổ chim vì chúng trong tình trạng trụi lông. Chúng được nuôi dưỡng bởi cả chim cha lẫn mẹ, và tự lập sau khoảng 6 tuần.

## Nuôi chim

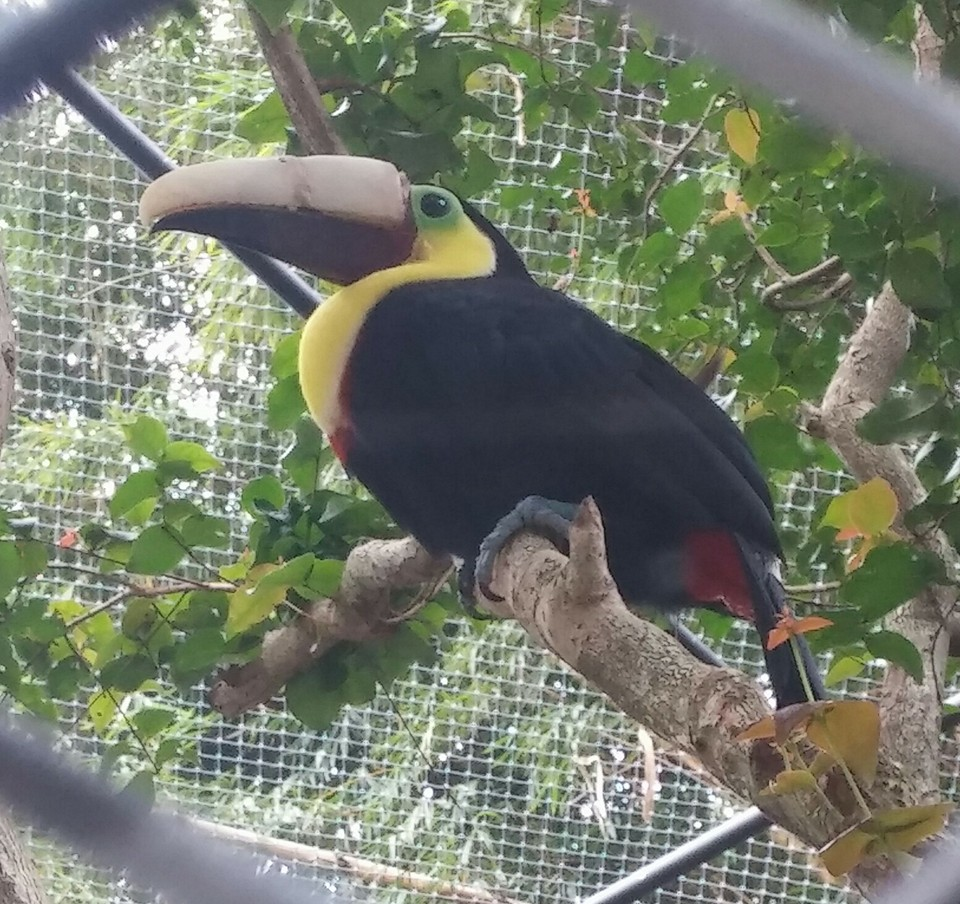
Chú chim Grecia với cái mỏ được tái tạo

Chim Toucan hàm nâu hạt dẻ đôi khi được lưu giữ như là vật nuôi phục vụ cho nhu cầu chim kiểng. Chúng là loài được bày bán có sẵn tại Hoa Kỳ, dễ dàng có sẵn những con 'chim cò lớn'; chúng không sợ người khi nuôi, tuy nhiên chúng được coi là khá ồn ào, khi so sánh với con chim Toucans khác. Việc bắt chim Toucans hoặc bất kỳ loài chim hoang dã được bảo vệ khác khỏi tổ của chúng là hành vi bất hợp pháp ở Mỹ.
Cá thể có lẽ là nổi tiếng nhất của phân loài này là chú chim Gracie, một con chim Toucan bị gãy cái mỏ trên do một trò đùa vô ý thức của một nhóm thanh niên. Hình ảnh chú chim này lập tức trở thành biểu tượng cho chiến dịch vận động chống lại việc đối xử tàn ác với động vật, bảo vệ quyền động vật và phúc lợi động vật ở quốc gia Costa Rica và đã được dựng thành Chương trình Toucan Nation (Vương quốc của Chim Toucan) của Kênh truyền hình Animal Planet.